# Эриксен, Фие Удбю
Фие Удбю Эриксен (дат. Fie Udby Erichsen; род. 23 апреля 1985, Хобро, Северная Ютландия) — датская гребчиха, выступающая за сборную Дании по академической гребле с 2005 года. Серебряная призёрка летних Олимпийских игр в Лондоне, обладательница бронзовой медали чемпионата мира, победительница и призёрка многих регат национального значения.

## Биография
Фие Удбю Эриксен родилась 23 апреля 1985 года в городе Хобро коммуны Мариагер, Дания. Заниматься академической греблей начала в 1996 году, проходила подготовку в Копенгагене в столичном клубе Roforeningen KVIK.
Впервые заявила о себе в гребле на международной арене в сезоне 2000 года, выиграв бронзовую медаль в парных двойках на чемпионате мира среди юниоров в Хорватии. 
В 2005 году вошла в основной состав датской национальной сборной, дебютировала в Кубке мира, выступила на чемпионате мира в Гифу, где в распашных безрульных двойках заняла итоговое девятое место.
На мировом первенстве 2006 года в Итоне финишировала в безрульных двойках шестой.
В 2007 году на чемпионате мира в Мюнхене в той же дисциплине закрыла десятку сильнейших.
В 2008 году побывала на мировом первенстве в Линце, откуда привезла награду бронзового достоинства, выигранную в зачёте безрульных четвёрок.
На чемпионате мира 2009 года в Познани стала десятой в парных двойках.
В 2010 году в одиночках заняла четвёртое место на чемпионате Европы в Монтемор-у-Велью, тогда как на чемпионате мира в Карапиро остановилась уже на предварительном этапе.
На мировом первенстве 2011 года в Бледе оказалась в одиночках на 14 позиции.
Благодаря череде удачных выступлений удостоилась права защищать честь страны на летних Олимпийских играх 2012 года в Лондоне — в программе женских одиночек финишировала в главном финале второй, уступив на финише только чешке Мирославе Кнапковой, и тем самым завоевала серебряную олимпийскую медаль.
После лондонской Олимпиады Эриксен осталась в составе гребной команды Дании на ещё один олимпийский цикл и продолжила принимать участие в крупнейших международных регатах. Так, в 2014 году она выступила на чемпионате мира в Амстердаме, где стала в одиночках одиннадцатой.
В 2015 году в одиночках была шестой на европейском первенстве в Познани и четырнадцатой на мировом первенстве в Эгбелете.
Находясь в числе лидеров датской национальной сборной, благополучно прошла отбор на Олимпийские игры 2016 года в Рио-де-Жанейро. Однако на сей раз попасть в число призёров не смогла, в женских парных одиночках сумела квалифицироваться лишь в утешительный финал B и расположилась в итоговом протоколе соревнований на девятой строке.
В 2017 году в одиночках показала четвёртый результат на чемпионате Европы в Рачице и девятый результат на чемпионате мира в Сарасоте.
На чемпионате мира 2018 года в Пловдиве в главном финале пришла к финишу пятой.